# 王正功

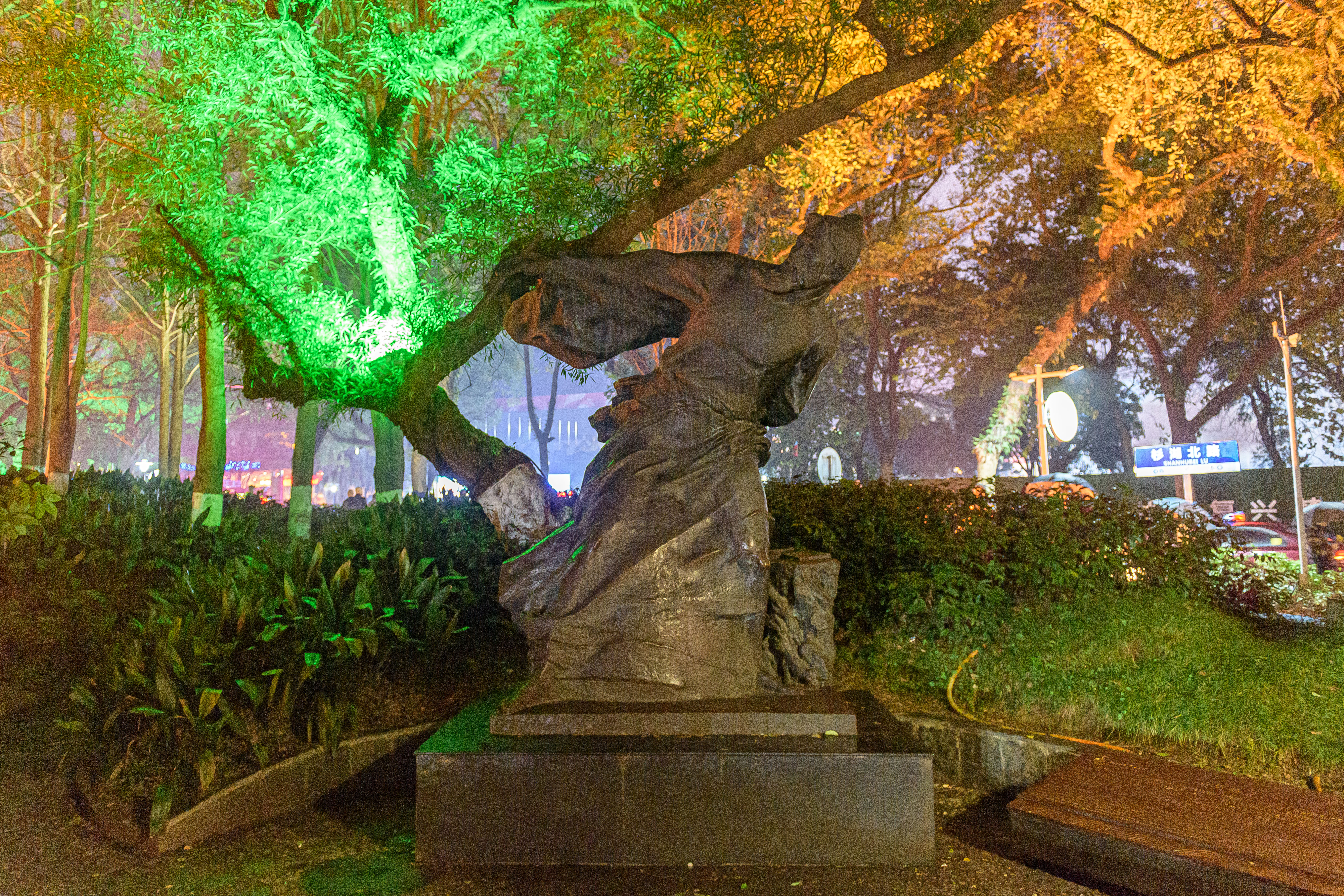
桂林日月双塔公园东北角的王正功雕像

王正功（1133年—1203年），原名王慎思，字有之，因避宋孝宗諱而改名，字承甫，四明（今浙江宁波市）人。生于鄞县。南宋官员、诗人，最早写出“桂林山水甲天下”名句。

## 生平
宋高宗紹興二十四年（1154年），任宜黃主簿，不久改任青田主簿。宋孝宗隆興初年，調任筠州司理參軍。南宋乾道四年（1168年），任荊湖南路轉運司主管帳司。乾道七年（1171年），任莆田縣县令。南宋淳熙七年（1180年），任潮州通判，任上修廣濟橋，又名湘子橋。南宋淳熙九年（1182年），簽書武安車節度判官。南宋淳熙十一年（1184年），改任淮南節度判官。南宋淳熙十四年（1187年），主管荊湖北路安撫司機宜文字。宋光宗紹熙三年（1192年）任澧州知州。宋寧宗慶元四年（1198年），任蘄州知州。宋寧宗慶元六年（1200年），任廣南西路提點刑獄公事；次年，任權知府事，在桂林共任职两年。南宋嘉泰三年（1203年）逝世，享寿七十一岁。

## 家族
六世祖黃仁鎬。世家勋臣之子，以父荫補將仕郎。曾祖父王説，北宋理学家，“慶曆五先生”之一。祖父王珩，南宋绍兴年间“五老会”成员之一。父亲王勳，兄王正己。

## 遗迹
- 今潮州廣濟橋，又名湘子橋[2]
- 广西桂林独秀峰王正功诗摩崖石刻，1983年考古发现[6]。
- 今桂林王正功铜像

## 著作
- 《約齋荊澧集》傳世
- 《勸駕詩》